# Ettersburger Straße

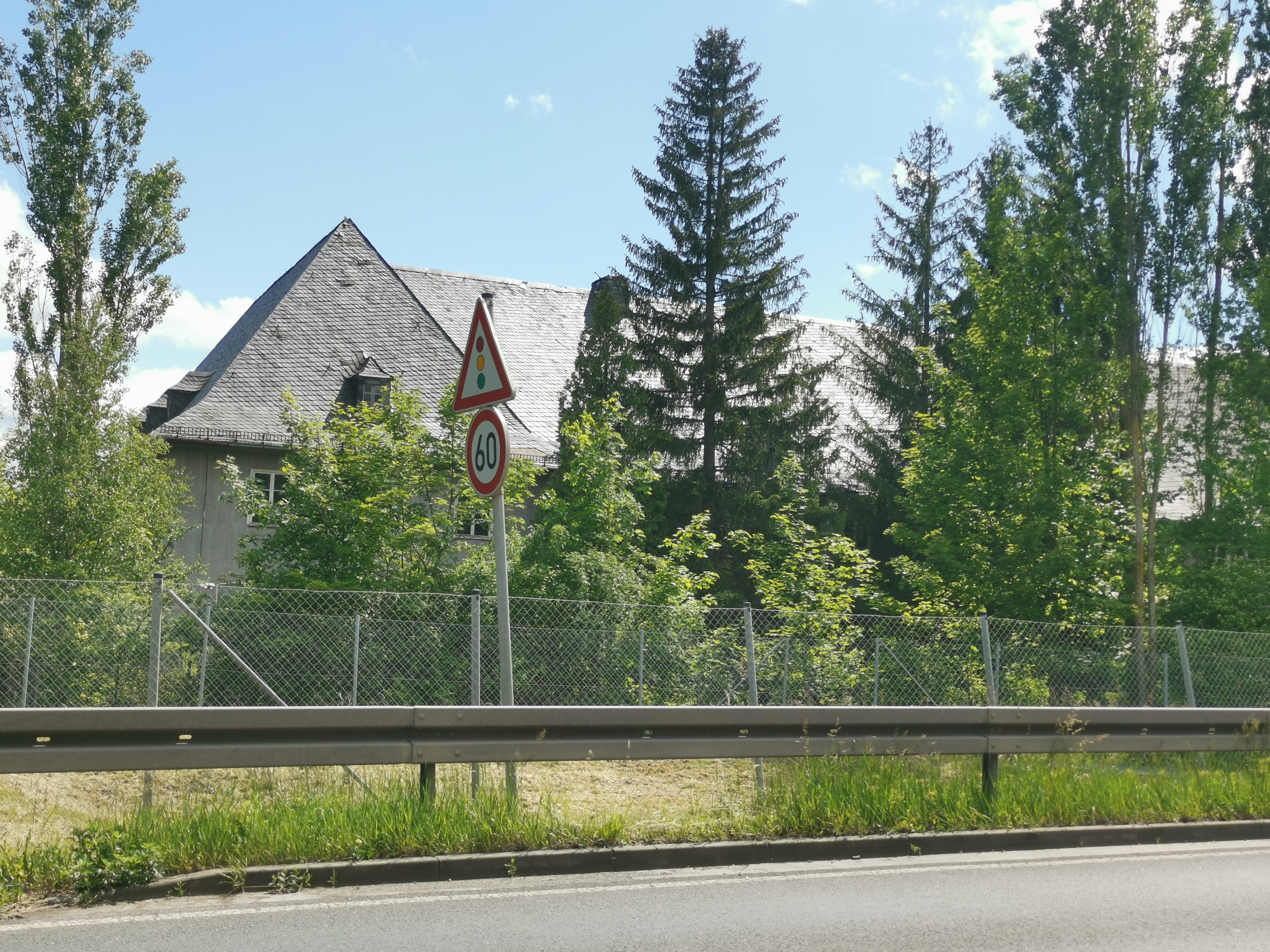
Ettersburger Straße 110 Offizierskasino (Weimar)

Die Ettersburger Straße (früher Ettersburger Chaussee) in Weimar ist eine Verbindungsstraße von Weimar nach Ettersburg. 
Sie führt ab der Ernst-Thälmann-Straße über die Schopenhauerstraße, wo sie die Bahngleise durch die Brücke unterquert, über den Ettersberg vorbei am Konzentrationslager Buchenwald und der Ettersberg-Siedlung nach Ettersburg.
Neben ihrer verkehrstechnischen Bedeutung ist wegen dem Schloss Ettersburg auch die kulturgeschichtliche zu nennen. Sie war ebenfalls eine wichtige Voraussetzung für die Entwicklung von Weimar-Nord aus zum Industriestandort. Schließlich brauchte das Militär der dort ansässigen Kasernen sie als Zufahrt. Nicht zuletzt ist sie in gewisser Weise selbst Gedenkort, da der Weg von Weimar nach Buchenwald führt. 

## Beschreibung
Die Ettersburger Straße ist neben der Buttelstedter Straße die wichtigste Verbindungsstraße Weimars vom Bahnhof und dem anschließenden Industriegebiet Nord in die nördliche Richtung. In der Ettersburger Straße 110 befand sich das alte Offizierskasino. Dieses lange leerstehende Gebäude brannte 2021 völlig nieder, sodass es abgerissen werden musste. Die ebenfalls denkmalgeschützte Flak-Kaserne Weimar wurde 2011 abgerissen. An der Ettersburger Straße befinden sich folgende Einzeldenkmale: Herders Ruh (Kleinroda) und die Todesmarschstele an der Ecke zur Rießnerstraße. An der Ettersburger Straße stehen noch Gebäude der Lützendorf-Kasernen. Ein Flurstück mit der Bezeichnung Herrenrödchen tangiert die Ettersburger Straße. 
Das zwischen Ettersburger Straße und Buttelstedter Straße liegende Waldgebiet heißt Prinzenschneise. Unter Ettersburger Straße 300 befindet sich dort die Jugendherberge „Am Ettersberg“. Die Ettersberg-Siedlung ist ebenfalls über diese Straße zu erreichen. 
Die historische Straßenbepflanzung gilt als Kulturdenkmal. Der Pflanzenbestand fand bereits frühzeitig das Interesse der Botaniker.

## Geschichte
Goethe war von 1779 bis 1786 Direktor des Wegebaues, womit auch die Pflege der Chausseen in seinen Geschäftsbereich fiel. Das betraf auch den Herrenweg nach Ettersburg. Einem Plan Weimars von Franz Ludwig Güssefeld von 1782 zufolge gab es bereits eine Chaussee zum Ettersberg.
Im 19. Jahrhundert lief der Verkehr vom Bahnhof Weimar laut dem Goetheforscher Karl Kuhn über die Ettersburger Chaussee nach Weimar. Für die Fußgänger war die Strecke nach seiner Schilderung nicht sehr bequem. Der Weg führte demnach für sie über einen schmalen schmutzigen Fußweg bis zum Asbach in die Stadt. Dies entspricht dem Verlauf der heutigen Ernst-Thälmann-Straße. 
Diese wiederum war ab 1890 Teil der Ettersburger Straße. Die für die Fußgänger bequemere Verbindung zwischen Stadt und Bahnhof entstand in der zweiten Hälfte des 19. Jahrhunderts mit der heutigen Carl-August-Allee. Die Ettersburger Straße hieß von 1857 bis 1890 Bahnhofstraße. Laut einem Stadtplan von 1863 war für den nördlichen Teil bereits vorher die Bezeichnung Ettersburger Chaussee geläufig.
Im Jahre 1855 entstand hier an der Eisenbahn das erste Weimarer Gaswerk. Weil dieses den steigenden Bedarf nicht mehr decken konnte, wurde 1908 ein neues in der Schwanseestraße errichtet. Hier befand sich auch die Viehauktionshalle in direkter Nähe zu Weimars Hetzerhallen und dem Weimarer Güterbahnhof. 
Das ab ca. 2009 geplante und ab 2011 errichtete zentrale Depot der Klassikstiftung Weimar für seine Museumsbestände ging 2012 in der Ettersburger Straße 61 in Betrieb.
Eine Erweiterung erfolgt mit dem Bau am ehemaligen Haus der Offiziere Ettersburger Straße 63 seit 2024.

## Transporte zum KZ Buchenwald
Ab September 1939 kamen die meisten für das KZ Buchenwald bestimmten Häftlingstransporte mit Deportierten aus ganz Europa auf dem Weimarer Güterbahnhof an. Die acht Kilometer bis zum KZ hatten die Häftlinge in der Regel zu Fuß über die Ettersburger Straße zurückzulegen. Nach dem Bau einer eigenen Bahnstrecke nach Buchenwald wurden die Züge am Güterbahnhof umrangiert. Nach der Stilllegung des Güterbahnhofs wurde das Gelände verkauft, von mehreren Firmen als Lagerraum genutzt und 2019 zwangsversteigert. Die erwähnte Viehauktionshalle wurde 1937 gebaut. Ab Mai 1942 diente sie als Sammelort für Thüringer Juden vor ihrer Deportation in das Ghetto Bełżyce in Polen, bevor sie dort in eines der polnischen Vernichtungslager transportiert wurden. Im Jahre 2015 wurde die Halle durch Brandstiftung vollständig zerstört.